# یوجی ایتو
یوجی ایتو (انگلیسی: Yuji Ito؛ زادهٔ ۲۰ مهٔ ۱۹۶۵) بازیکن فوتبال اهل ژاپن است.
از باشگاه‌هایی که در آن بازی کرده‌است می‌توان به باشگاه فوتبال ناگویا گرامپوس و باشگاه فوتبال سرزو اوساکا اشاره کرد.